# 戸田氏栄

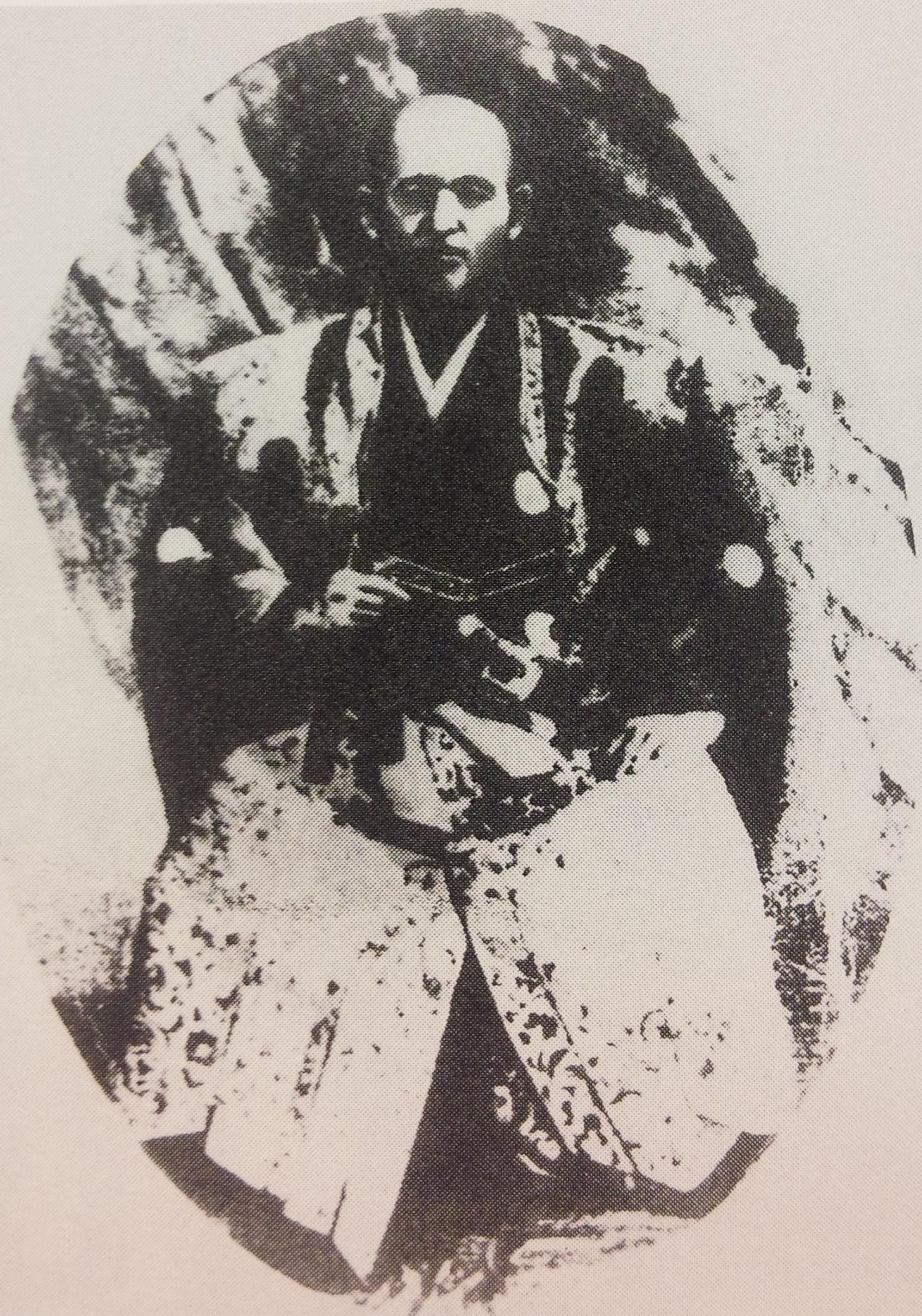
戸田氏栄

戸田 氏栄（とだ うじよし、寛政11年（1799年） - 安政5年8月21日（1858年9月27日））は、江戸時代後期（幕末）の旗本、幕臣。官位は従五位下・伊豆守。知行は500石。浦賀奉行としてマシュー・ペリー来航時の折衝役となった。大垣戸田家の分家、深坂戸田家6代当主である。

## 生涯
寛政11年（1799年）、深坂村西村に生まれる。幼名は寛十郎。
堀田正敦が始め、文政10年（1827年）に再開された『干城録』の昌平坂学問所での編纂作業に加わり、同書は天保6年（1835年）に完成している。
天保12年（1841年）、西丸小姓から、徒頭に昇進をした。天保13年（1842年）7月に使番、天保14年（1843年）2月には目付と昇進を重ねた。同年9月に駿府町奉行となり、弘化4年（1847年）1月には日光奉行、同年2月に浦賀奉行に就任し、従五位下・伊豆守に叙任した。
嘉永6年（1853年）、ペリー来航の時、事態の重大性を見抜いて幕府に早船を送って注進した。幕府は氏栄と井戸弘道を幕府代表として久里浜でペリーとの会談をもたせた。戸田・井戸らは鎖国している中のことではあるが、黒船を率いて強気に返答を求めるアメリカ側の姿勢を見て、やむなくフィルモア大統領の親書を受け取った。この時、氏栄は本家の大垣藩に藩兵を送るように要請、これに基づき大垣藩家老・小原鉄心から送られた130名の大垣藩兵を率いてペリーと接見したという。
アメリカ側の記録では、日本側の代表者は戸田伊豆守と井戸石見守という者であるということ、戸田は50歳くらいの男で、井戸はそれよりも10歳から15歳くらい年上に見えるということ、戸田の方はとても大きい額に智慮を現している風であるということが記されている。さらに戸田氏栄の風貌として、端麗なる容貌には愛嬌を含んでいるとあり、戸田、井戸両人とも金銀の糸をもって作られた金襴仕立ての衣服を着ていたという。
この当時、奉行所応接掛であった中島三郎助という者がおり、通詞の堀達之助らとともに退去するように幕府の意向を伝えるべく船に乗船しようと近づくが、当地の責任者でないことをもって乗船できないとのことで、奉行の副官と偽って名乗り乗船したという。氏栄は幕府の全権であったが、臆して前面に出ることを嫌ったこともあって、以降中島がこの直接交渉のほとんどを担当したといわれている。
翌嘉永7年（1854年）におけるペリーの再来航時も、幕府は氏栄に日米交渉の全権を命じ、日米両国間において日米和親条約を結んだ。
安政4年（1857年）2月、大坂町奉行に栄進を遂げた。安政5年（1858年）、町奉行として緒方洪庵に日本で初めて種痘（種痘所）の”公認”を与えたが、8月21日に大坂にて没した。享年60。一説では毒殺との話もある。
美濃国揖斐郡谷汲（たにぐみ）村の円立寺に葬られた。同寺は深坂戸田家代々の菩提寺であり、氏栄の奉納札なども納められている。寺内には昭和18年（1943年）、ペリー来航90周年を記念して「戸田伊豆守氏栄顕彰之碑」が建立された。
谷汲村は、2005年1月31日に揖斐郡内の他5町村と合併し揖斐川町になった。

## 親族
- 花香恭次郎 - 五男。自由民権運動家。